# Demain (film, 2009)
Pour les articles homonymes, voir Demain.
Pour plus de détails, voir Fiche technique et Distribution.
Demain est un film québécois de Maxime Giroux sorti en 2009.

## Synopsis
Synopsis,

## Fiche technique
- Titre  original : Demain
- Réalisateur : Maxime Giroux
- Scénariste  : Alexandre Laferrière et Maxime Giroux
- Producteur : Paul Barbeau et Maxime Giroux
- Directeur de la photographie : Sara Mishara
- Montage :  Mathieu Bouchard-Malo
- Direction artistique : Louisa Schabas
- Création des costumes : Patricia McNeil
- Société de production :  NuFilms
- Société de distribution : Les Films Séville
- Format : Color (35 mm version)
- Pays d'origine  : Québec
- Genre : Drame
- Durée : 1h44
- Date de sortie : 
  -  Québec : 6 février 2009
  - du DVD  : 22 septembre 2009

## Distribution
- Eugénie Beaudry : Sophie
- Serge Houde : 	Richard
- Guillaume Beauregard : Jérôme
- Francis La Haye : Carl
- Martin Dubreuil : Marcoux
- Isabelle A. Dupont : Brigitte
- Marie-Claude Guérin : Mélissa
- Fred-Éric Salvail : Simon
- Marc Trottier : Motard
- Jean-Sébastien Lavoie : Ouvrier Chantier #1
- Vincent Giroux : Ami Marrxoux #1- Pat
- Pascal Parent : Ami Marrxoux #2
- Olivier Morin : Formateur
- Daniel Desjardins : Ouvrier chantier #2
- Pascal Dostaler : Ami de Carl aux feux d'artifice
- Stacy Thorne : Fille chantant
- Alan Duggan : l'homme de la maintenance (non crédité)